# Vegard Samdahl
Vegard Samdahl, född 21 mars 1978 i Trondheim, är en norsk tidigare handbollsspelare (mittnia).
Samdahl hade en framgångsrik sejour i det svenska laget IFK Skövde och är en av klubbens bästa målgörare genom tiderna. Den 6 maj 2000 debuterade Samdahl i Norges landslag mot Grönland, men spelade endast sju landskamper tills han 2008 etablerade sig i landslaget. Totalt blev det 86 landskamper och 111 mål, fram till 2012.

## Meriter
- Challenge Cup-vinnare 2004 med IFK Skövde
- Utsedd till årets playmaker i Danmark 2007 med Århus GF[2]
- Polsk mästare 2011 med SPR Wisła Płock